# El santo de la Isidra
El santo de la Isidra es un sainete en un acto, escrito por Carlos Arniches, con música de Tomás López Torregrosa, estrenado en el Teatro Apolo de Madrid el 19 de febrero de 1898.

## Argumento
Ambientada en el Madrid castizo de la época, la pieza narra las dificultades que deben atravesar Venancio e Isidra para consolidar su amor, ante los continuos enfrentamientos del antiguo novio de ella, llamado Epifanio..

## Personajes
- Isidra: enamorada de Venancio. Mezzosoprano.
- Cirila: enamorada de Secundino. Soprano cómica.
- Venancio: chico tímido, enamorado de Isidra. Tenor lírico.
- Secundino: enamorado de Cirila. Tenor cómico.
- Eulogio: zapatero y celestino. Tenor.

## Números musicales
- ¡Toma granuja!
- Anda y desembucha….Cuando un hombre no es hombre de veras
- Por qué se van ustedes a la Pradera?
- Con tres o cuatro orquestas
- Alegre es la mañana.

## Intérpretes
- Estreno. Intérpretes: Emilio Mesejo (Venancio), Clotilde Perales (Isidra), Pilar Vidal (Señá Ignacia), Emilio Carreras (Señor Eulogio), Felisa Torres (Cirila), Eliseo Sanjuán (Epifanio), José Mesejo (Señor Matías), José Ontiveros (Secundino).